# Nezahualcóyotl (kommun)
Nezahualcóyotl är en kommun i Mexico Citys storstadsområde i Mexiko grundad 1963. Den tillhör delstaten Mexiko, i den centrala delen av landet. Kommunens huvudort är Ciudad Nezahualcóyotl. Hela kommunen hade sammanlagt 1 077 208 vid folkräkningen 2020, vilket var en liten minskning från de 1 110 565 invånare som rapporterades vid folkrätningen år 2010.
Kommunens area är 63,74 kvadratkilometer, varav 50,57 är urbant område.